# Нижние Чершилы (Лениногорский район)
Нижние Чершилы — населённый пункт Лениногорского района Республики Татарстан.

## История
До 1860-х гг. жители делились на башкир-вотчинников, тептярей и гос. крестьян. Занимались земледелием, разведением скота. А. З. Асфандияров относит башкир-вотчинников к Юрмийской волости.
В 1859 году при 249 дворах проживали 974 казённых крестьянина и башкира.
Во второй половине XIX века широкую известность приобрело сельское медресе. Среди его учеников и преподавателей был Р.Фахретдин.
В «Списке населенных мест по сведениям 1859 года», изданном в 1864 году, населённый пункт упомянут как казённая и башкирская деревня Нижние Чершиллы 1-го стана Бугульминского уезда Самарской губернии. Располагалась при речке Куваке, по просёлочному тракту из Бугульмы в Симбирск, в 50 верстах от уездного города Бугульмы и в 30 верстах от становой квартиры в казённой и башкирской деревне Альметева (Альметь-муллина). В деревне, в 249 дворах жили 974 человека (483 мужчины и 491 женщина), была мечеть.
До 1920 г. село являлось центром Нижне-Чершилинской волости Бугульминского уезда Самарской губернии. С 1920 г. передано в состав Бугульминского кантона ТАССР. С 10 августа 1930 г. – в Шугуровском, а с 12 октября 1959 г. в Лениногорском районах

## География
Нижнечершилинское сельское поселение расположено на Юго-Восточном направлении Республики Татарстан. По рельефу один из самых высоко расположенных в республике. Климат умеренно континентальный. Годовая норма осадков 432 мм, богат месторождениями нефти, местными строительными материалами: песчано-гравийной смесью, глиной, лесными массивами. На территории Нижняя Чершила протекает речка Куак.

## Экономика
На территории сельского поселения расположено сельскохозяйственное предприятие ООО Агрофирма «Спартак», которое имеет в землепользовании 5709 га. сельхозугодий, в том числе пашни 3044 га, пастбищ 755 га.